# K-Wings du Michigan
Pour l'équipe de l'ECHL, voir Wings de Kalamazoo.
Les K-Wings du Michigan, précédemment Wings de Kalamazoo, sont une franchise de hockey sur glace ayant évolué dans la Ligue internationale de hockey.

## Historique
L'équipe a été créée en 1974 à Kalamazoo au Michigan sous le nom des Wings de Kalamazoo. Également connu sous le sobriquet de K-Wings, La franchise changea de nom en 1995 pour se faire appeler les K-Wings du Michigan. L'équipe fut affiliée à partir du milieu des années 80 au North Stars du Minnesota de la Ligue nationale de hockey.
Le 17 avril 2000, les Stars de Dallas annoncent qu'il mettent un terme à leur affiliation avec les K-Wings, ces derniers suspendent alors les activités de l'équipe. En juillet de cette même année, les Kodiak de Madison, équipe de la United Hockey League déménagent leur concession à Kalamazoo et obtiennent le droit de reprendre le nom des Wings de Kalamazoo.

### Saisons en LIH
| Saison    | Nom                 | PJ | V  | D  | N  | DP | Pts | Classement                     | Séries éliminatoires                 | Entraîneur               |
| --------- | ------------------- | -- | -- | -- | -- | -- | --- | ------------------------------ | ------------------------------------ | ------------------------ |
| 1974-1975 | Wings de Kalamazoo  | 75 | 17 | 53 | 5  | 0  | 39  | 5e place, division Nord        |                                      | Bob Lemieux              |
| 1975-1976 | Wings de Kalamazoo  | 78 | 27 | 41 | 10 | 0  | 64  | 5e place, division Nord        | défaite en 1re ronde                 | Bob Lemieux              |
| 1976-1977 | Wings de Kalamazoo  | 78 | 38 | 27 | 13 | 0  | 89  | 2e place, division Nord        | défaite en 2e ronde                  | Bob Lemieux              |
| 1977-1978 | Wings de Kalamazoo  | 80 | 35 | 31 | 14 | 0  | 84  | 2e place, division Nord        |                                      | Bob Lemieux Terry Slater |
| 1978-1979 | Wings de Kalamazoo  | 80 | 40 | 28 | 12 | 0  | 92  | 2e place, division Nord        | vainqueur de la Coupe Turner         | Bill Purcell             |
| 1979-1980 | Wings de Kalamazoo  | 80 | 45 | 26 | 9  | 0  | 99  | 1re place, division Nord       | vainqueur de la Coupe Turner         | Doug McKay               |
| 1980-1981 | Wings de Kalamazoo  | 82 | 52 | 20 | 10 | 0  | 114 | 1re place, division Ouest      | défaite en finale de la Coupe Turner | Doug McKay               |
| 1981-1982 | Wings de Kalamazoo  | 82 | 41 | 36 | 5  | 0  | 89  | 3e rang LIH                    |                                      | Jean-Paul LeBlanc        |
| 1982-1983 | Wings de Kalamazoo  | 82 | 32 | 44 | 6  | 0  | 76  | 2e place, division Ouest       |                                      | Jean-Paul LeBlanc        |
| 1983-1984 | Wings de Kalamazoo  | 82 | 37 | 38 | 7  | 0  | 83  | 5e rang LIH                    |                                      | Jean-Paul LeBlanc        |
| 1984-1985 | Wings de Kalamazoo  | 82 | 40 | 35 | 7  | 0  | 87  | 5e rang LIH                    |                                      | Bill Inglis              |
| 1985-1986 | Wings de Kalamazoo  | 82 | 47 | 29 | 0  | 6  | 100 | 2e place, division Est         |                                      | Bill Inglis              |
| 1986-1987 | Wings de Kalamazoo  | 82 | 36 | 38 | 0  | 8  | 80  | 2e place, division Est         |                                      | Bill Inglis              |
| 1987-1988 | Wings de Kalamazoo  | 82 | 37 | 33 | 0  | 12 | 86  | 5e place, division Est         | défaite en 1re ronde                 | John Marks               |
| 1988-1989 | Wings de Kalamazoo  | 82 | 39 | 36 | 0  | 7  | 85  | 4e place, division Est         | défaite en 1re ronde                 | John Marks               |
| 1989-1990 | Wings de Kalamazoo  | 82 | 53 | 23 | 0  | 6  | 112 | 2e place, division Est         | défaite en 2e ronde                  | John Marks               |
| 1990-1991 | Wings de Kalamazoo  | 82 | 52 | 29 | 0  | 1  | 105 | 1re place, division Est        | défaite en 2e ronde                  | John Marks               |
| 1991-1992 | Wings de Kalamazoo  | 82 | 37 | 35 | 0  | 10 | 84  | 3e place, division Est         | défaite en 2e ronde                  | Bob Hoffmeyer            |
| 1992-1993 | Wings de Kalamazoo  | 82 | 29 | 42 | 0  | 11 | 69  | 3e place, division Centrale    | non qualifiés                        | Bob Hoffmeyer            |
| 1993-1994 | Wings de Kalamazoo  | 81 | 48 | 26 | 0  | 7  | 103 | 1re place, division Atlantique | défaite en 1re ronde                 | Ken Hitchcock            |
| 1994-1995 | Wings de Kalamazoo  | 81 | 43 | 24 | 0  | 14 | 100 | 2e place, division Nord        | défaite en 3e ronde                  | Ken Hitchcock            |
| 1995-1996 | K-Wings du Michigan | 82 | 40 | 24 | 0  | 18 | 98  | 2e place, division Nord        | défaite en 2e ronde                  | Ken Hitchcock            |
| 1996-1997 | K-Wings du Michigan | 82 | 31 | 44 | 0  | 7  | 69  | 3e place, division Centrale    | défaite en 1re ronde                 | Claude Noel              |
| 1997-1998 | K-Wings du Michigan | 82 | 36 | 39 | 0  | 7  | 79  | 5e place, division Centrale    | défaite en 1re ronde                 | Claude Noel              |
| 1998-1999 | K-Wings du Michigan | 82 | 35 | 34 | 0  | 13 | 83  | 1re place, division Centrale   | défaite en 2e ronde                  | Bill McDonald            |
| 1999-2000 | K-Wings du Michigan | 82 | 33 | 37 | 0  | 12 | 78  | 6e place, division Est         | non qualifiés                        |                          |